# Strážov (národní přírodní rezervace)
Strážov je národní přírodní rezervace na Slovensku v chráněné krajinné oblasti Strážovské vrchy, v katastrálních územích obcí Čičmany v okrese Žilina, Zliechov v okrese Ilava a Pružina v okrese Považská Bystrica. Leží ve vrcholových partiích Strážovských vrchů, převážně v okolí nejvyššího vrcholu pohoří Strážov (1213 metrů). Území bylo vyhlášeno roku 1981 a má rozlohu 480,01 hektaru. Předmětem ochrany jsou lesní společenstva, geomorfologické jevy a celkový krajinný ráz nejvyšších poloh Strážovských vrchů s výskytem vzácných druhů rostlin a živočichů.